# Höhere Tochter

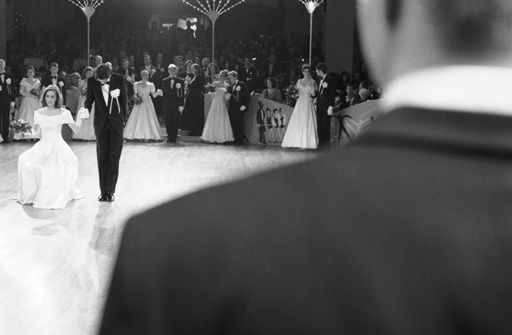
Auf dem Chrysanthemenball (München, 1996) werden junge Frauen vorgestellt und in die Gesellschaft eingeführt

Als höhere Töchter bezeichnete man im 19. Jahrhundert junge Mädchen und Frauen aus großbürgerlichen Kreisen und aus dem weitgehend „verbürgerlichten“ Adel. Im Unterschied zu den Töchtern niederer sozialer Schichten (wie etwa dem kleinbürgerlichen bis bürgerlichen Handwerker- und Kaufmannsmilieu oder der bäuerlichen Landbevölkerung) waren „höhere Töchter“ von jeglicher Erwerbstätigkeit (wie z. B. der Mitarbeit im Familienbetrieb oder einer Dienstbotentätigkeit) freigestellt. Ihre Aufgabe bestand darin, eine gute Hausfrau, Gattin und Mutter zu werden. Entsprechend eindimensional gestalteten sich Erziehung und Schulbildung (s. Frauenbildung) der höheren Tochter.
Die Biografie einer höheren Tochter verlief idealtypisch so: Ungefähr mit dem Alter der Firmung bzw. Konfirmation fand die Schulzeit (auf einer höheren Töchterschule oder einem Mädchenpensionat) ein Ende und die junge Frau wurde auf den Heiratsmarkt geschickt. Das bedeutete die beständige Teilnahme an diversen Kränzchen, Abendgesellschaften und Bällen, die den Zweck hatte, die Tochter unter die Haube zu bringen. Die angestrebte Heirat war zu dieser Zeit eine Mischung aus Liebes- und arrangierter Heirat.
Oftmals verlief dieser Weg jedoch nicht so. Die betreffenden Frauen fanden ein mehr oder weniger gutes Auskommen als Lehrerin, Erzieherin oder Gesellschafterin. Insgesamt waren ihre Freiräume aufgrund des herrschenden Weiblichkeitsideals gering.